# Heptanthura amyle
Heptanthura amyle är en kräftdjursart som först beskrevs av Brian Frederick Kensley och Marilyn Schotte 1987.  Heptanthura amyle ingår i släktet Heptanthura och familjen Expanathuridae. Inga underarter finns listade i Catalogue of Life.